# Plangia laminifera
Plangia laminifera är en insektsart som beskrevs av Karsch 1896. Plangia laminifera ingår i släktet Plangia och familjen vårtbitare. Inga underarter finns listade i Catalogue of Life.